# Valto Olenius
Valto Olenius   (Karkkila, 12 de desembre de 1920 - Heinola, 13 de juliol de 1983) va ser un atleta finlandès, especialista en el salt de perxa, que va competir durant les dècades de 1940 i 1950.
El 1948 va prendre part en els Jocs Olímpics d'Estiu de Londres, on fou setè en la prova del salt de perxa del programa d'atletisme. Quatre anys més tard, als Jocs de Hèlsinki fou cinquè en la mateixa prova.
En el seu palmarès destaca una medalla de plata en el salt de perxa al Campionat d'Europa d'atletisme de 1950, rere Ragnar Lundberg. Durant la seva carrera guanyà tres campionats nacionals (1950 a 1952) i millorà nombroses vegades el rècord nacional de perxa fins a situar-lo en els 4,31 metres el 1953. Un cop retirat exercí d'entrenador, entre d'altres de Pentti Nikula.

## Millors marques
- Salt de perxa. 4,31 (1953)[1][5]